# Lijst van brutoformules H03
Dit lemma is onderdeel van de lijst van brutoformules. Dit lemma behandelt de brutoformules van 3 waterstofatomen.

## H3
| Brutoformule                          | Gewone formule                                                   | Naam                                                                                                 |
| ------------------------------------- | ---------------------------------------------------------------- | --- |
| {\displaystyle {\ce {H3}}}            | {\displaystyle {\ce {H3+}}}                                      | Triwaterstofkation                                                                                   |
| {\displaystyle {\ce {H3AcO3}}}        | {\displaystyle {\ce {Ac(OH)3}}}                                  | Actinium(III)hydroxide                                                                               |
| {\displaystyle {\ce {H3Al}}}          | {\displaystyle {\ce {AlH3}}}                                     | Aluminiumhydride                                                                                     |
| {\displaystyle {\ce {H3AlCaCuO9Si2}}} | {\displaystyle {\ce {CaCuAlSi2O6(OH)3}}}                         | Papagoiet                                                                                            |
| {\displaystyle {\ce {H3AlF4O2Sr}}}    | {\displaystyle {\ce {Sr[AlF4(OH)].H2O}}}                         | Acuminiet                                                                                            |
| {\displaystyle {\ce {H3AlO3}}}        | {\displaystyle {\ce {Al(OH)3}}}                                  | Aluminiumhydroxide ~ als bauxiet, vlamvertrager                                                      |
| {\displaystyle {\ce {H3As}}}          | {\displaystyle {\ce {H3As}}}                                     | Arsine ~ toxiciteit vergeleken met stibine                                                           |
| {\displaystyle {\ce {H3AsO3}}}        | {\displaystyle {\ce {H3AsO3}}}                                   | Arsenigzuur                                                                                          |
| {\displaystyle {\ce {H3AsO4}}}        | {\displaystyle {\ce {H3AsO4}}}                                   | Arseenzuur                                                                                           |
| {\displaystyle {\ce {H3AuO3}}}        | {\displaystyle {\ce {Au(OH)3}}}                                  | Goud(III)hydroxide ~ uit Tetrachloorauraat(III)zuur en loog                                          |
| {\displaystyle {\ce {H3B}}}           | {\displaystyle {\ce {BH3}}}                                      | boraan                                                                                               |
| {\displaystyle {\ce {H3BO3}}}         | {\displaystyle {\ce {H3BO3}}}                                    | Boorzuur ~ Ook wel: E284 ~ als/in vlamvertrager; Boorwater                                           |
| {\displaystyle {\ce {H3BO3}}}         | {\displaystyle {\ce {H3BO3}}}                                    | Sassoliet                                                                                            |
| {\displaystyle {\ce {H3ClN2}}}        | {\displaystyle {\ce {H2N=NHCl}}}                                 | Chloorhydrazine ~ in de ontledingen van Chlooramine                                                  |
| {\displaystyle {\ce {H3CrO3}}}        | {\displaystyle {\ce {Cr(OH)3}}}                                  | Chroom(III)hydroxide ~ in bereiding chroom(III)chloride                                              |
| {\displaystyle {\ce {H3FeO3}}}        | {\displaystyle {\ce {Fe(OH)3}}}                                  | IJzer(III)hydroxide                                                                                  |
| {\displaystyle {\ce {H3Ga}}}          | {\displaystyle {\ce {GaH3}}}                                     | Gallaan ~ monomere vorm van Digallaan                                                                |
| {\displaystyle {\ce {H3GaO3}}}        | {\displaystyle {\ce {Ga(OH)3}}}                                  | Gallium(III)hydroxide                                                                                |
| {\displaystyle {\ce {H3KO6P2}}}       | {\displaystyle {\ce {KH3P2O6}}}                                  | Kaliumtriwaterstofhypofosfaat ~ als Hypofosfaat                                                      |
| {\displaystyle {\ce {H3LiO2}}}        | {\displaystyle {\ce {LiOH.H2O}}}                                 | Lithiumhydoxidehydraat ~ als lithiumhydroxide                                                        |
| {\displaystyle {\ce {H3N}}}           | {\displaystyle {\ce {NH3}}}                                      | Ammoniak ~ in ammonia ~ in de bereiding van joodstikstof, ammoniumchloride, salpeterzuur ~ als stank |
| {\displaystyle {\ce {H3NO}}}          | {\displaystyle {\ce {H2NOH}}}                                    | Hydroxylamine                                                                                        |
| {\displaystyle {\ce {H3NO3S}}}        | {\displaystyle {\ce {NH2SO3H}}}                                  | Sulfaminezuur                                                                                        |
| {\displaystyle {\ce {H3OP}}}          | {\displaystyle {\ce {H3PO}}}                                     | Fosfineoxide ~ als voorbeeld van een Fosfineoxide                                                    |
| {\displaystyle {\ce {H3O2P}}}         | {\displaystyle {\ce {H2PO(OH)}}} {\displaystyle {\ce {HP(OH)2}}} | Onderfosforigzuur                                                                                    |
| {\displaystyle {\ce {H3O3P}}}         | {\displaystyle {\ce {HPO(OH)2}}} {\displaystyle {\ce {P(OH)3}}}  | Fosfonzuur Fosforig zuur                                                                             |
| {\displaystyle {\ce {H3O4P}}}         | {\displaystyle {\ce {H3PO4}}}                                    | Fosforzuur ~ als E338 ~ Ook wel: orthofosforzuur, triwaterstoffosfaat                                |
| {\displaystyle {\ce {H3O3Pr}}}        | {\displaystyle {\ce {Pr(OH)3}}}                                  | Praseodymium(III)hydroxide ~ in synthese Praseodymium(III)oxide                                      |
| {\displaystyle {\ce {H3P}}}           | {\displaystyle {\ce {PH3}}}                                      | Fosfine ~ bij de bereiding van onderfosforigzuur ~ als fosfaan                                       |
| {\displaystyle {\ce {H3Sb}}}          | {\displaystyle {\ce {H3Sb}}}                                     | Stibine                                                                                              |